# Саруия
Саруи́я (ивр. צְרוּיָה‎, евр. «смола», «бальзам»; евр. Церуя́; греч. Σαρουία; лат. Sarvia) — ветхозаветный персонаж; дочь Иессея (евр. Иишай), сестра Давида, мать трёх прославленных Давидовых военачальников: Авессы (евр. Абишай), Иоава (Иоаб) и Асаила (слав. Азаил; евр. Асаел) (1Пар. 2:16)
Библия повествует, что Иессей родил семь сыновей, седьмым был Давид. А их сёстрами были Саруия и Авигея (евр. Абигаил; 1Пар. 2:13—16).
Примечательно, что Саруия нигде прямо не называется дочерью Иессея, а её сестра Авигея называется дочерью Нааса (евр. Нахаш; 2Цар. 17:25), и обе именуются сёстрами Иессеевых сынов. 
Остаётся неизвестным, кто был мужем Саруии.